# Arnie Ferrin
Chariton Arnold Ferrin jr., detto Arnie (Salt Lake City, 29 luglio 1925 – Salt Lake City, 27 dicembre 2022), è stato un cestista e dirigente sportivo statunitense, professionista nella BAA e nella NBA.

## Carriera
Venne selezionato dai Minneapolis Lakers nel Draft BAA 1948.

## Palmarès
- Campione NCAA (1944)
- NCAA Final Four Most Outstanding Player (1944)
- Campione NIT (1947)
- NCAA AP All-America Second Team (1948)
- Campione BAA (1949)
- Campione NBA (1950)